# Despise
Despise byla česká deathmetalová skupina, založená roku 1998 v Kolíně Davidem Krédlem.
Od roku 2001 kapela uspořádala řadu koncertů v Česku i mnoha zemích Evropy, včetně festivalů jako Brutal Assault či Obscene Extreme. V roce 2007 kapela absolvovala své první evropské turné po boku Devourment a Viral Load, roku 2009 pak na další turné po boku Unmerciful a Insidious Decrepancy.
Skupina ukončila činnost v roce 2011.

## Sestava
- David „Dejvy“ Krédl – kytara
- Jaroslav „Beavis“ Petřík – zpěv
- Luboš „Fred“ Kristek – zpěv
- Jaroslav Šantrůček – kytara
- Štěpán „Lopuch“ Lopuchovský – bicí
- Ondřej „Rip“ Helar – baskytara

- EXX – technické zázemí, sampler

## Bývalí členové
- Radim Dvořák – programování bicích
- Tomáš Prášek – baskytara
- Tomáš Corn – bicí
- Michal „Sepp“ Kusák – zpěv
- Jan Kozák – baskytara

## Diskografie

### Studiová alba
- Fragments of Reprisal (2007)

### Dema
- Confinement In Decrepitude (promo CD, 2001)
- Promo 2005 (promo CD, 2005)
- Promo 2006 (promo CD, 2006)
- Promo 2009

### Ostatní
- Despise / Imperial Foeticide (split MC/CD, 2003)
- Despise / Lust of Decay (split MCD, 2004)
- DVD Live In Prague (DVD-R, 2006)